# Forsthaus Jankemühle

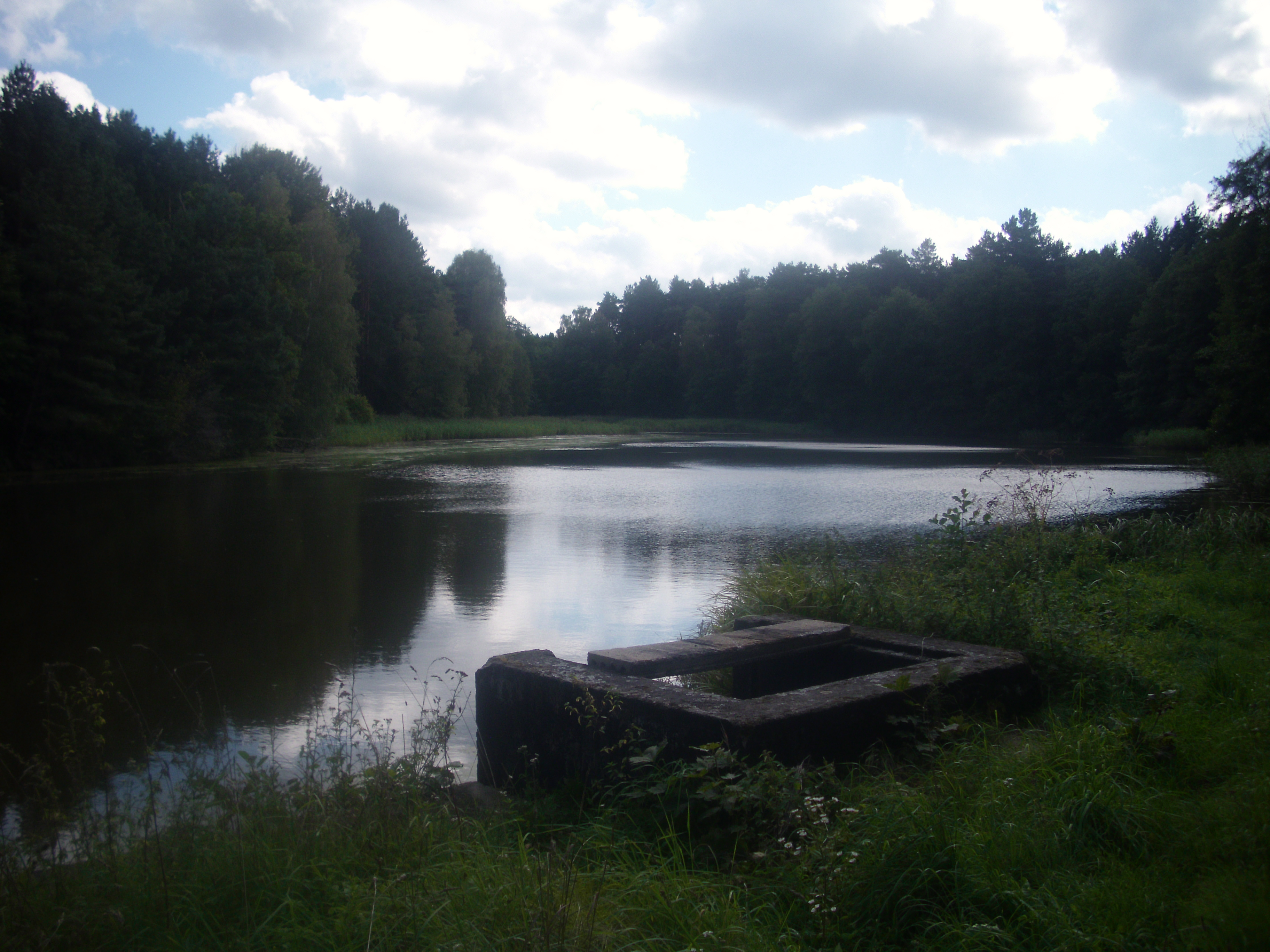
Mühlteich mit Fundamentresten

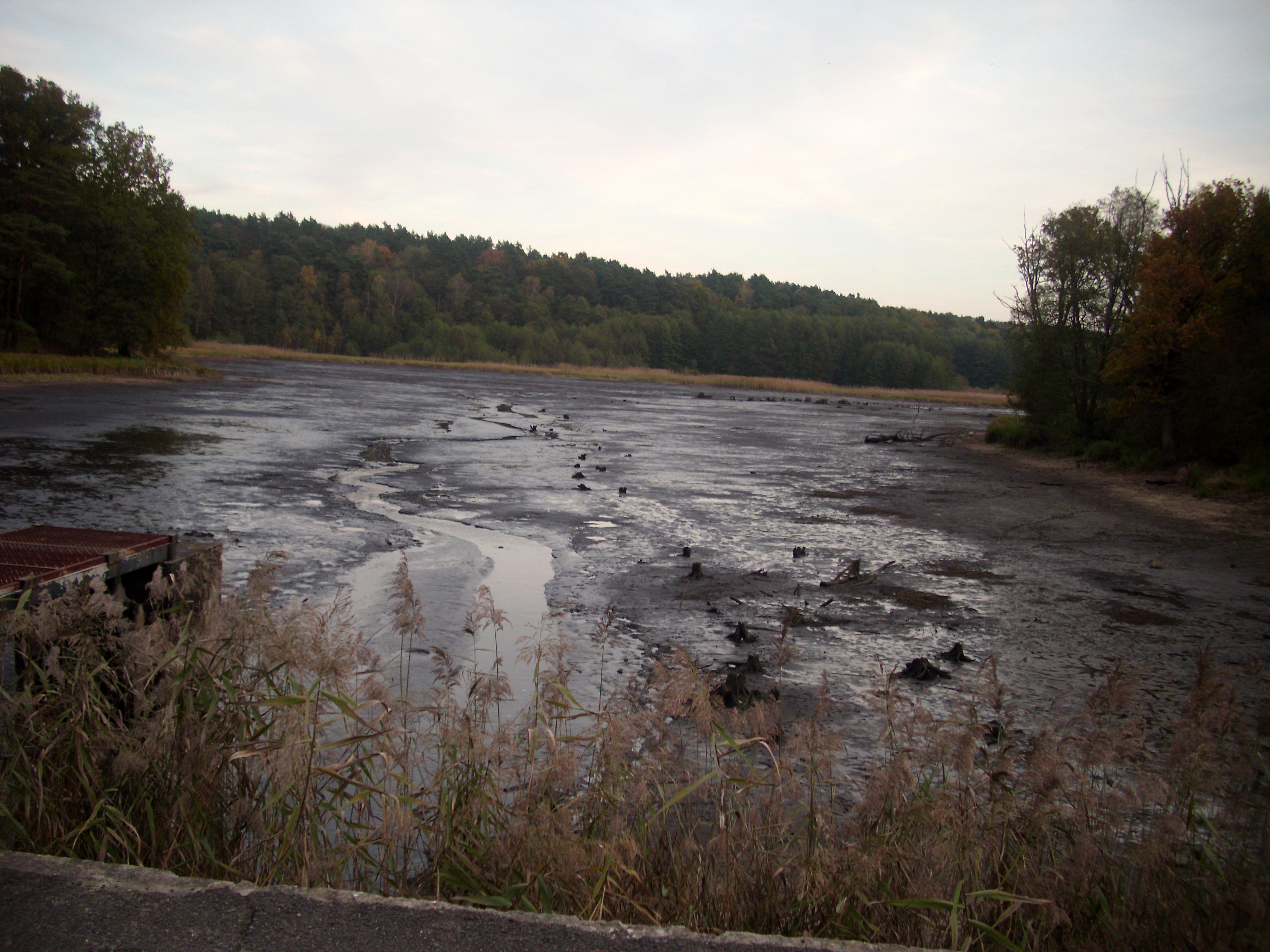
Mühlteich entwässert

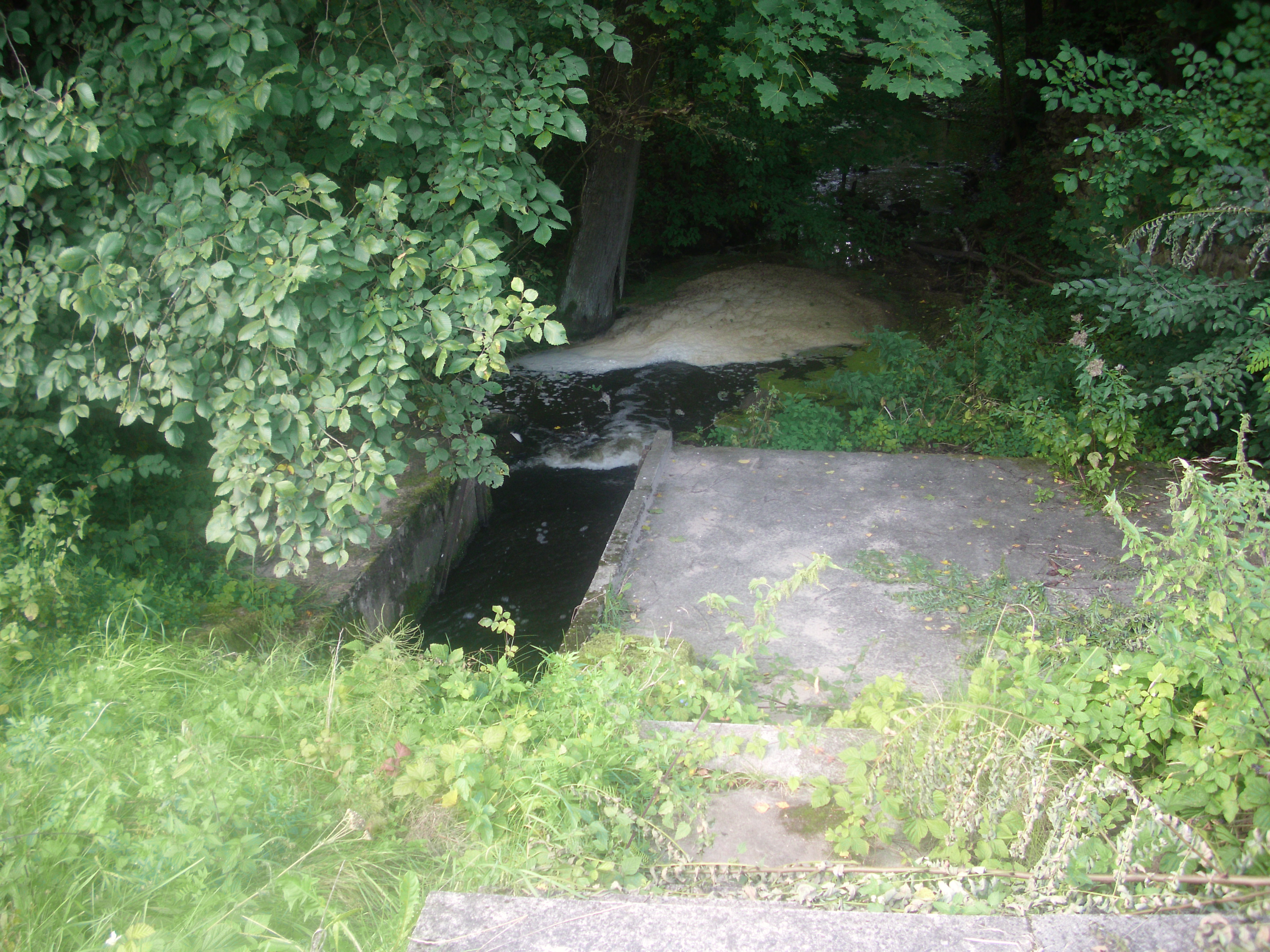
Gegenüber dem Fundament am Teichufer gelegene Fundamentreste

Forsthaus Jankemühle ist ein Wohnplatz im Ortsteil Chossewitz der Stadt Friedland im Landkreis Oder-Spree (Brandenburg). Der Wohnplatz geht zurück auf eine Wassermühle an der Oelse, die um 1600 errichtet wurde.

## Lage
Der Wohnplatz Forsthaus Jankemühle liegt ca. 2,4 km nordwestnördlich von Chossewitz, etwa 3 km östlich von Groß Briesen und ca. 3,6 km südostsüdlich von Dammendorf. Knapp 900 Meter nordwestlich liegt der Wohnplatz Walkemühle, und etwa 1,2 südostsüdlich der Wohnplatz Klingemühle, zwei ehemalige Wassermühlen. Der Standort der ehemaligen Wassermühle befindet sich im Brandenburger Naturpark Schlaubetal auf der Gemarkung von Chossewitz.

## Geschichte
In der Pfandurkunde von 1517 werden neben fünf verpfändeten Dörfern auch sieben Mühlen genannt, die "Gugelmole" (Wuggelmühle), die "Merczmole" (unsicher), die "Khlingemole" (Klingemühle), die "Oelsmole" (Oelsener Mühle), die "newe Mole" (unsicher) und die am Schloss gelegenen (zwei Mühlen) mit den zwei Teichen (Dammühle und eine namentlich unbekannte Mühle) samt allen Diensten und Gerichten. Damit ist die erst später so genannte Jankemühle ziemlich sicher mit der "Merczmole" oder der "newe(n) Mole" identisch. Bisher ließ sich aber noch nicht entscheiden, welche der beiden Mühlen später den Namen wechselte und zur Jankemühle wurde. Zwangsmahlgäste in der Jankemühle waren die Bewohner von Klein-Briesen und Chossewitz.

### Vor 1945
Die Jankemühle wurde vor/um 1600 als Mahlmühle errichtet. Sie war um diese Zeit ein paar Büchsenschüsse weiter Oelse aufwärts verlegt worden. An der Stelle der alten Jankemühle wurde 1620 die Walkemühle errichtet. Der Müller Christof Janigke war hier bis zu seinem plötzlichen Tod vor 1615 tätig. Danach wirtschaftete die Witwe mit drei Kindern allein weiter. Am 16. Februar 1615 fand die Erbteilung statt. Der Sohn Martin übernahm die Mühle, als er alt genug war, als Müller die Geschäfte übertragen zu bekommen. Neben dem Mühlenbetrieb weidete er 200 Schafe. Bei der Mühle befand sich auch ein Weinberg.
Die Zeit des Dreißigjährigen Krieges brachte den Bewohnern des Ordensamtes Friedland hohe Steuern, um die eigenen Soldaten zu unterhalten. Dazu kamen ständige Plünderungen von den durchziehenden Truppen. Im Jahre 1639 wurde Martin Janigke von Marodeuren der Armee des kaiserlichen Generals Gallas heimgesucht. Er war nicht in der Lage, den Geldforderungen nachzukommen und so folterten sie ihn, indem sie ihn in den heißen Backofen einsperrten. Da ihnen das nicht genug war, holten sie den von Brandwunden übersäten Müller heraus und quälten ihn „auf wahrhaft teuflische Weise“. Als sie weiterzogen, konnte ihn seine Familie noch nach Beeskow bringen, dort verstarb er jedoch kurze Zeit später an den Folgen der Misshandlungen.
Die Mühle lag nun von 1639 bis 1644 verlassen da. Das Ordensamt Friedland war von 1643 bis 1650 dem schwedischen Oberst Witt(e)kopf unterstellt, welcher den Abriss der Mahlmühle verfügte, und anordnete, an ihrer Stelle eine Schneidemühle zu errichten, was jedoch vorerst nicht geschah. Die Erben des Janigke kehrten erst 1666 zurück und fanden die zerstörten Gebäude vor. Der Weinberg war nicht mehr vorhanden, die Felder von Bäumen bewachsen, so dass das Amt sie der Amtsheide zuschlug. Die über Jahre nicht gezahlten Steuern und Getreideabgaben der Mühle überstiegen den Wert des Grundstücks mehrfach. So kam es zum Erbverzicht der Janigkes.

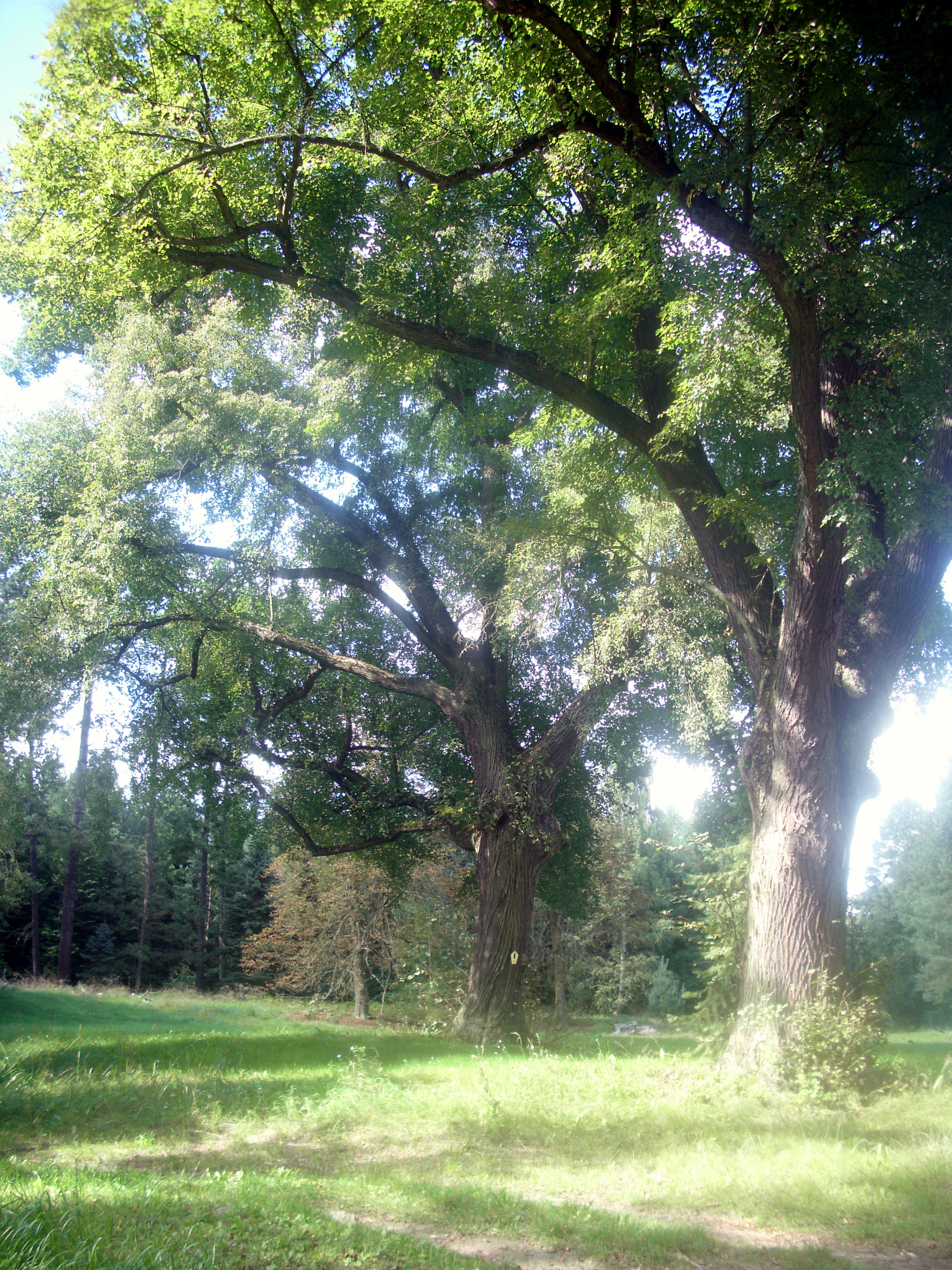
Geschützte Bäume am Forsthaus

Erst 1675 nach dem Erwerb des Grundstückes durch den Fürstenberger Müllermeister Baltzer Wersicke, entstanden eine neue Sägemühle und eine neue Mahlmühle. Um ihm den Kauf zu erleichtern, durfte er den Kaufpreis in Raten tilgen, man lieferte ihm kostenloses Holz aus der Amtsheide und befreite ihn acht Jahre von allen Abgaben. Zur Mahlmühle wurden ihm die Bewohner der Dörfer Chossewitz, Klein Briesen und Dammendorf zugewiesen. Das Holz, welches bei ihm zu Brettern geschnitten wurde, ließ er nach Beeskow bringen, um sie von dort aus nach Berlin verflößen zu lassen. 1702 übernahm sein Sohn Gottfried die Mühle. Im Jahre 1732 übergab er sie an seinen Schwiegersohn Christian Hoyn (Hohn, Hoene), dessen Nachfahren noch 1834 auf der Jankemühle als Müller saßen. Der Topographisch-militairische Atlas von dem Koenigreiche Sachsen von 1810 verzeichnet die Mühle als Jängemühle. Man zählte im Jahre 1818 neben 16 Bewohnern auch 3 Feuerstellen. Zehn Jahre später versuchte die Familie den Besitz zu veräußern: „Hierzu ist ein Termin auf den 17ten Juni d. J. 1828 Vormittags 10 Uhr im hiesigen Amte angesetzt“. Die Jankemühle war zu diesem Zeitpunkt mit zwei Mahlgängen, einer Stampfe und einem Ölschlegel ausgestattet. Der neue Mühlenbesitzer Berger war 1848 stellvertretender Abgeordneter für den Kreis Lübben in der preußischen Nationalversammlung. Er stimmte für den Beschluss zur Steuerverweigerung vom 15. November 1848. Sein Besitz wurde gelistet unter „Koschwitz mit Janke-Mühle, Gerichts-Commission Friedland“, wie damals Chossewitz genannt wurde. 1856 hatte die Jankemühle zehn Einwohner.
1861 bestand der Wohnplatz Jankemühle aus zwei Wohngebäuden, die 26 Bewohner hatten. Der damalige Besitzer war ein NN Fiedler. Eine weitere Zählung erfasste 1864 neben 21 Bewohnern in zwei Wohnhäusern. 1874 hieß der Besitzer Borsche. Er war damals zum stellvertretenden Amtsvorsteher des Amtsbezirks 15 im Kreis Lübben ernannt worden. Die Schneidemühle war bis zum Ersten Weltkrieg in Betrieb, danach hatte sie im Sommer Pensionsgäste.
Der gesamte Besitz der Jankemühle, 313 Hektar, gehörte im Jahre 1929 Fritz-Wilm Freiherr von der Borch Rittmeister a. D. (* 1871) und seiner Frau Ludmilla. Bis 1945 war die Mühle ein Wohnplatz, bestehend aus dem Mühlengebäude, ausgestattet mit einem Mühlrad und einer Turbine zur Stromerzeugung, einem Arbeiterhaus mit Schuppen und Stallungen sowie landwirtschaftlicher Nutzung der Flächen. Auf Jankemühle erblickten auch der Land- und Forstwirt Adrian Freiherr von der Borch (* 25. August 1931; † 22. Februar 2005 Nieheim-Holzhausen) das Licht der Welt, Sohn von Alhard Freiherr von der Borch und Ingeborg von Rohrscheidt, verehelicht mit Gabriele Sibylle Astrid von Falkenhausen (* 19. Dezember 1928). Als die Jankemühle mit dem Ende des Zweiten Weltkrieges 1945 enteignet wurde, war ihr rechtmäßiger Besitzer noch immer der Rittmeister a. D. Fritz-Wilm von der Borch.

### Nach 1945
Mit der Aufnahme von sechs Flüchtlingsfamilien wurde das Mühlengebäude aufgestockt und das Gelände von der Forstverwaltung ausgebaut. Im Jahre 1955 brannte die Mühle ab, das strohgedeckte neue Dach hatte durch Funkenflug Feuer gefangen. Die Mühle brannte vollkommen herunter und wurde später abgerissen. Die Bewohner sind mit ihrer Familie nach Eisenhüttenstadt umgesiedelt, wohin ihre anderen Angehörigen bereits verzogen waren. Die verbliebenen Gebäude wurden seitdem von der Forstverwaltung genutzt.

## Mühlengebäude und wasserbauliche Anlagen
Der Mühlenteich ist noch vorhanden. Am mutmaßlichen Stauwehr sind noch Fundamentreste vorhanden. Das Mühlengebäude selber ist verschwunden.

## Persönlichkeiten
Helmut Klose (* 1904 auf Jankemühle; † 1987 in Haslingfield, England). Er war Schneider, Kundendichter, Landstreicher, Spanienkämpfer und gehörte zur Exilgruppe „Deutsche Anarcho-Syndikalisten“ (DAS).